# Louis de Sancerre

Wapen des Louis de Sancerre

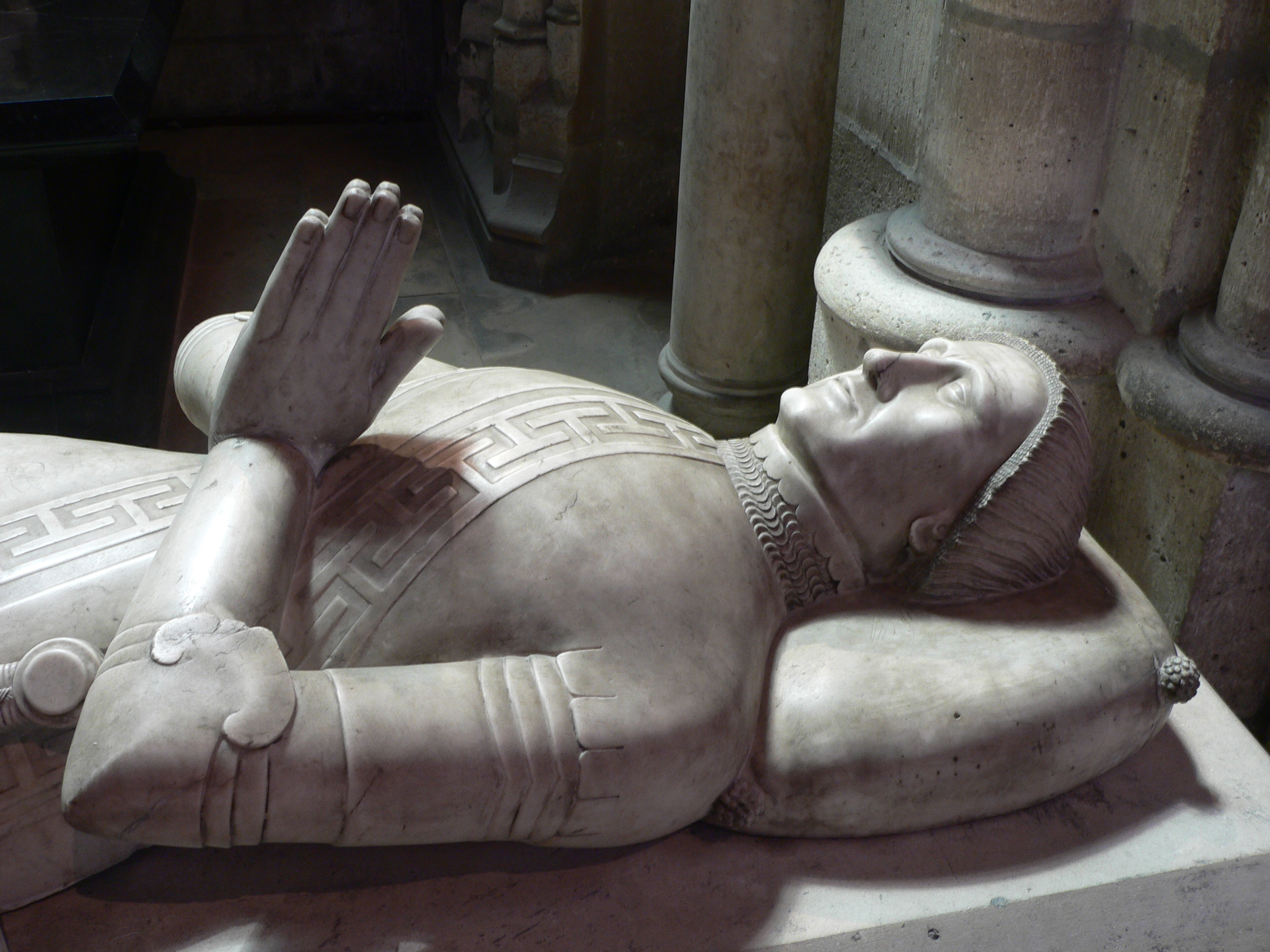
Liegefigur des Connétable de Sancerre in der Abtei Saint-Denis.

Louis de Sancerre (* 1341/2; † 6. Februar 1402) war ein Marschall und anschließend ein Connétable von Frankreich. Er war außerdem Herr von Boisgibault, Bomiers, Condé, Charenton und Luzy. Er war ein jüngerer Sohn von Ludwig II., Graf von Sancerre.
Seine ersten militärischen Erfahrungen machte er im Alter von 17 Jahren bei der erfolgreichen Verteidigung der Stadt Sancerre gegen die Truppen des englischen Offiziers Jean Aymery an der Seite seiner Brüder Johann III. und Robert.
Er hatte zwei uneheliche Kinder:
- Louis, Herr von Barleu, La Ferrière, Beroust etc.
- Jeannette, ⚭ Jean de La Teillaye.

## Marschall von Frankreich
Seit 1358 kämpfte er an der Seite des Connétable Bertrand du Guesclin, den er mit Olivier V. de Clisson bei ihrem Feldzug in Guyenne begleitete. Er verteidigte das Bourbonnais und die Auvergne gegen Straßenräuber. Am 20. Juni 1368 wurde er zum Marschall von Frankreich und Kommandant der Armee in Guyenne ernannt. Von 1369 bis 1380 kämpfte er unter diesem Titel und unter dem Namen Maréchal de Sancerre in der Bretagne und in Guyenne.
Im Juli 1380 nahm Louis an der Belagerung der Festung Châteauneuf-de-Randon in der Auvergne teil, die von Bertrand du Guesclin geleitet wurde. Am 27. November 1382 befehligte er die französische Vorhut in der Schlacht bei Roosebeke gegen die Flamen. 1386 wurde er Generalleutnant in Guyenne. 1387 verjagte er die Engländer aus dem Château de la Rochandry. 1390 bis 1398 war er Gouverneur von Guyenne und Languedoc.

## Connétable von Frankreich
Am 22. September 1397 wurde er, nach dem Tod von Philippe d’Artois, Graf von Eu, zu dessen Nachfolger als Connétable von Frankreich ernannt. 1398 marschierte er gegen den Captal de Buch und den Grafen von Foix. In Saverdun unterwarf er den Grafen von Foix und unterstellte dessen Besitz dem König, der Treueid wurde am 30. August 1398 geleistet. Louis de Sancerre eroberte Les Bordes, Le Fossat, Daumazan, Saint-Ybars, die Festung von Besplas etc. sowie am 24. Januar 1399 die Burg von Montaut.
Er schickte zwei medizinisch gebildete Eremiten aus Guyenne nach Paris, um bei der Genesung Königs Karls VI. mitzuwirken. Um Pfingsten 1399 befahl der geisteskranke König Louis, der sich jetzt in Toulouse aufhielt, ihm das heilige Schweißtuch (Saint-Suaire) aus der Abtei Cadouin (Dordogne) zu bringen.
Louis de Sancerre wurde als außergewöhnliches Privileg wie Bertrand du Guesclin in der Basilika Saint-Denis bestattet.